# ام‌وی لیمبا
ام‌وی لیمبا (به انگلیسی: MV Liemba) یک کشتی بود که طول آن ۷۱٫۴۰ متر (۲۳۴٫۲۵ فوت) بود. این کشتی در سال ۱۹۱۵ ساخته شد.